# Winfried Rathje
Winfried Rathje (* 1962) ist ein ehemaliger deutscher Basketballspieler.

## Leben
Der in Ahrensburg aufgewachsene Rathje, dessen Vater Basketball-Abteilungsleiter beim Ahrensburger TSV war, wurde in der Saison 1980/81 unter Trainer Dietfried Kienast Mitglied der Mannschaft des Hamburger TB in der Basketball-Bundesliga. Er spielte für den HTB auch nach dem Rückzug des Vereins aus der höchsten deutschen Spielklasse 1981 und war hernach mit den Hamburgern in der 2. Basketball-Bundesliga vertreten.
Ab 1983 spielte der 1,98 Meter große Rathje für den BC Johanneum Hamburg in der 2. Bundesliga, 1986 wechselte er innerhalb der Liga zum SC Rist Wedel. Der BC Johanneum rief für Rathje zwischenzeitlich eine Ablösesumme von bis zu 10 000 D-Mark auf, ehe sich die beiden Vereine einigten, statt der Zahlung einer Ablösesumme die Einnahmen eines Turniers zu teilen. Rathje gehörte zur Mannschaft von Rist Wedel, die 1988 das Halbfinale im DBB-Pokal erreichte und Vizemeister der 2. Bundesliga wurde. Im Juni 1989 wurde er mit der Auswahl der Universität Hamburg Zweiter bei der deutschen Hochschulmeisterschaft. Rathje spielte bis 1989 für die Wedeler Mannschaft und ging dann aus beruflichen Gründen nach Düsseldorf.
Bereits zu Spielerzeiten wurde er 1986 Trainer beim Ahrensburger TSV. Beruflich wurde der Wirtschaftsmathematiker im Versicherungswesen tätig.